# Juvenal (clássico)
Juvenal é o clássico do Rio Grande do Sul (Brasil) envolvendo o Esporte Clube Juventude, de Caxias do Sul, e o Sport Club Internacional de Porto Alegre. O Juvenal pode ser considerado o terceiro maior clássico do futebol gaúcho[carece de fontes?], atrás somente do Grenal e do clássico do interior Ca-Ju. Essa rivalidade começou a surgir na década de 90, onde o Esporte Clube Juventude começou a aparecer no cenário do futebol brasileiro, incomodando tanto Internacional quanto seu outro rival Grêmio.

## História
O já quase centenário clássico, apesar de antigo, demorou bastante para acontecer. O Internacional fundado em 1909 e o Juventude fundado em 1913, encontraram-se pela primeira vez apenas em 1936. Contudo, diferente do que se tem hoje em dia em um panorama geral, o jogo não teve um início envolvendo uma grande rivalidade.
Nos primeiros anos, apesar de poucos confrontos no período, a enorme vantagem do vermelha nos confrontos, não deixava dúvidas sobre a hierarquia do já estabelecido Internacional, contra um ainda emergente Juventude.
Os acontecimentos históricos envolvendo esse clássico, principalmente na era "pós anos 90" fazem desse, um jogo de uma rivalidade muito maior do que em comparação à confrontos entre Juventude e Grêmio, por exemplo.

## A era do Torneio Metropolitano
Em 1954, os clubes de Caxias do Sul ingressaram na liga Porto-alegrense de desportos, dando início à divisão de honra. A partir daí, os confrontos começaram a ser frequentes e a vantagem continuava sendo ampla para o lado vermelho.
Entre 1954 e 1960, período em que os clubes se enfrentaram anualmente pelo campeonato metropolitano, em 16 partidas o Internacional nunca perdeu para o Juventude.

## A era do Campeonato Gaúcho
Em 1961, os torneios citadinos foram extintos e o Campeonato Gaúcho foi unificado. Desde então os clássicos tem sido disputados todos os anos.
Contudo, bem antes disso ambos se cruzaram por campeonatos gaúchos. Em um contexto diferente e em uma competição ainda dividida por regiões, os clubes se enfrentaram  2 vezes em decisões da 3ª região: Em 1936 o Internacional venceu por 9 a 0 (essa segue sendo até hoje a maior goleada do confronto) e em 1940, deu Inter de novo: 6 a 3.
A rica história de confrontos por essa competição é marcada por vantagem colorada em relação à equipe jaconera:
- 139 Confrontos
- 082 Vitórias do Internacional
- 034 Empates
- 023 Vitórias do Juventude
- 248 Gols Pró Internacional
- 104 Gols Pró Juventude

## A "touca verde" e o auge da rivalidade
Em 1993, o Juventude assinou uma parceria com a empresa multinacional Parmalat. A partir daí, o clube caxiense viveu a maior e mais vitoriosa década de sua história. Em contrapartida, o Internacional que passava por más gestões, encontrava-se em uma das piores décadas de sua história. Essa combinação foi extremamente generosa aos jaconeros e terrível aos colorados. O resultado disso foi o nascimento da famosa “touca verde”, que durante toda a década 90 assombrou o lado vermelho.
O termo touca verde virou folclore e talvez tenha tido seu início em uma partida pelo campeonato gaúcho de 1995, quando o Juventude goleou o Internacional por 5 a 1 (essa segue sendo até hoje a maior goleada jaconera no clássico).
Nesse mesmo período, o Juventude atingiu a marca de 2 anos sem derrotas pro Internacional: Em 8 partidas foram 3 vitórias e 5 empates (entre 1993 e 1995).
 Campeonato Gaúcho 1995
| 17 de junho de 1995 | Juventude                   | 5 - 1 | Internacional | Estádio Alfredo Jaconi, Caxias do Sul |
|                     | Julinho · Jean Carlo · Cuca |       | Anderson      |                                       |

### Campeonato Gaúcho de 1998
Pelo Campeonato Gaúcho de 1998, Internacional e Juventude decidiam quem seria o campeão daquele ano. Foi a primeira vez que os clubes se encontraram em uma final de estadual desde a unificação em 1961.
Na primeira partida disputada em 31/05/1998, um Alfredo Jaconi lotado foi à êxtase quando com 2 gols de Flávio e 1 gol de Lauro, o Juventude venceu o Internacional por 3 a 1.
No jogo de volta marcado para o dia 07 de junho, após empate por 0 a 0, a polêmica tomou conta inclusive dos tribunais, quando o Internacional tentou sem sucesso, tirar o título do alviverde no tribunal esportivo: o Juventude era campeão gaúcho dentro do Beira-rio. Com a conquista, foi quebrada uma sequência de 44 anos de títulos consecutivos da dupla Grenal e uma sequência de 59 anos sem títulos de um clube do interior do Rio Grande do Sul.
 Campeonato Gaúcho 1998
Ida
| 31 de maio de 1998 | Juventude      | 3 - 1 | Internacional | Estádio Alfredo Jaconi, Caxias do Sul |
|                    | Flávio · Lauro |       | Christian     |                                       |

Volta
| 7 de junho de 1998 | Internacional | 0 - 0 | Juventude | Estádio Beira-Rio, Porto Alegre |
|                    |               |       |           |                                 |

### Copa do Brasil 1999
Apenas um ano depois, aconteceu um dos encontros mais emblemáticos e lembrados entre os 2 clubes. Internacional e Juventude se encontraram nas semifinais da Copa do Brasil. O Inter vinha de uma classificação frente ao Goiás, enquanto o Juventude havia passado pelo Bahia.
O primeiro confronto da semifinal foi em Caxias do Sul. Na noite de 26/05, um jogo truncado marcou um 0 a 0 no estádio Alfredo Jaconi. O jogo da volta seria no Beira-rio, em Porto Alegre. A lembrança do título gaúcho do ano anterior era inevitável e um sentimento uníssono de revanche tomava conta de todos colorados.
A noite do dia 02/06/1999 marcava o segundo jogo da semifinal. Mais de 60.000 pessoas foram testemunhas de um dos maiores massacres da história do futebol brasileiro. O que seria a noite da “vingança” de 1998, reforçou ainda mais a história da touca verde: O Juventude aos gritos de “olé” dos próprios colorados, venceu o time local por sonoros 4 a 0. Marcaram para o time caxiense Marcos Teixeira, Márcio, Mabília e Caponi.
Ao final da partida, houve uma massiva debandada dos torcedores colorados, que quebravam carteiras de sócios e protestavam ateando fogo nas próprias camisetas do clube: O Juventude novamente eliminava o Internacional e partia rumo ao título da Copa do Brasil.
 Copa do Brasil 1999
| 2 de junho de 1999 | Internacional | 0 - 4 | Juventude                                            | Estádio Beira-Rio, Porto Alegre |
|                    |               |       | Marcos Teixeira · Márcio Mexerica · Mabília · Caponi |                                 |

## O fim da touca verde - Hegemonia colorada
Em meados da década de 2000, marcaram uma arrancada do Internacional rumo às maiores conquistas de sua história. Foi um período onde o clube alcançou títulos inéditos há tanto almejado.
A geração vitoriosa do Internacional contrastava com um Juventude em plena decadência técnica e financeira, com o clube de Caxias do Sul acumulando insucessos e posteriormente sucessivas quedas de divisões nacionais.

### Campeonato Gaúcho 2008
Talvez o grande ápice desse contraste tenha acontecido em 2008, quando pelo Campeonato Gaúcho, Inter e Juventude decidiram o título daquele ano.
No primeiro jogo em Caxias do Sul, o Juventude até levou a melhor, ao derrotar o Inter por 1 a 0. No jogo da volta, no entanto, era chegada a hora da tão aguardada revanche.
A tarde chuvosa do dia 04/05/2008 , marcou a data de “lavar a alma” por parte dos colorados. Comandado pelo capitão Fernandão e com direito a gol até do goleiro Clemer, o Internacional aplicou esmagadores 8 a 1 sobre o Juventude.
O sentimento de revanche era notável, a tão famosa touca verde foi rasgada em uma goleada histórica e o Internacional era campeão gaúcho de 2008.
 Campeonato Gaúcho 2008
| 4 de maio de 2008 | Internacional                                            | 8 - 1 | Juventude      | Estádio Beira-Rio, Porto Alegre |
|                   | Fernandão · Dany Moraes · Alex · Nilmar · Índio · Clemer |       | Índio (contra) |                                 |

Além da decisão de 2008, entre os anos de 2010 e 2013, o Inter levaria vantagem em disputas diretas contra o Juventude por estaduais nos 3 cruzamentos que correram:
- 2010 Internacional elimina o Juventude nas quartas de final do 1º turno

- 2011 Internacional elimina o Juventude na semifinal do 2º turno

- 2013 Internacional vence o Juventude na final do 2º turno

### Campeonato Gaúcho 2016
Oito anos depois da decisão de 2008, colorados e jaconeros estavam novamente na final do campeonato estadual. O Juventude havia passado pelo Grêmio nas semifinais, já o Internacional eliminou o São José.
O regulamento previa decisão em 2 jogos, com a equipe de melhor campanha decidindo o segundo jogo em casa.
Fortalecendo a hegemonia colorada, o Internacional não tomou conhecimento do time alviverde e venceu os 2 jogos da decisão, alcançando o hexa campeonato gaúcho naquela ocasião.
Ida
| 1 de maio de 2016 | Juventude | 0 - 1 | Internacional | Estádio Alfredo Jaconi, Caxias do Sul |
|                   |           |       | Andrigo       |                                       |

Volta
| 8 de maio de 2016 | Internacional                      | 3 - 0 | Juventude | Estádio Beira-Rio, Porto Alegre |
|                   | Eduardo Sasha · Paulão · Ferrareis |       |           |                                 |

## Clássicos em Brasileirões
O clássico Juvenal já aconteceu em diversas oportunidades pela primeira divisão do Campeonato Brasileiro. O primeiro deles foi pelo Brasileirão de 1977. De lá pra cá , equilíbrio tem sido a marca do confronto:
- 27 Jogos
- 13 Vitórias do Internacional
- 04 Empates
- 10 Vitórias do Juventude
- 43 Gols Pró Internacional
- 32 Gols Pró Juventude

Primeiro Confronto: 16/11/1977 Juventude 0 - 1 Internacional (Estádio Alfredo Jaconi).
Último Confronto: 26/04/2025 Internacional 3 - 1 Juventude (Estádio Beira-rio).

#### Do Internacional:
1. 20/12/1936 - Internacional 9 - 0 Juventude (Campeonato Gaúcho)
2. 04/05/2008 - Internacional 8 - 1 Juventude (Campeonato Gaúcho)
3. 18/11/1956 - Internacional 8 - 1 Juventude (Campeonato Metropolitano)
4. 15/05/1955 - Internacional 8 - 1 Juventude (Campeonato Metropolitano)
5. 17/03/2012 - Internacional 7 - 0 Juventude (Campeonato Gaúcho)

#### Do Juventude:
1. 17/06/1995 - Juventude 5 - 1 Internacional (Campeonato Gaúcho)
2. 02/06/1999 - Juventude 4 - 0 Internacional (Copa do Brasil)
3. 02/03/2000 - Juventude 4 - 1 Internacional (Amistoso)
4. 21/02/2004 - Juventude 4 - 1 Internacional (Campeonato Gaúcho)
5. 12/03/2008 - Juventude 3 - 0 Internacional (Campeonato Gaúcho)

- 1998 Juventude vence o Internacional na final do Campeonato Gaúcho
- 1999 Internacional elimina o Juventude na semifinal do Campeonato Gaúcho
- 1999 Juventude elimina o Internacional na semifinal da Copa do Brasil
- 2004 Internacional elimina o Juventude na semifinal do Campeonato Gaúcho
- 2008 Internacional vence o Juventude na final do Campeonato Gaúcho
- 2010 Internacional elimina o Juventude nas quartas de final do 1º turno
- 2011 Internacional elimina o Juventude na semifinal do 2º turno
- 2013 Internacional vence o Juventude na final do 2º turno
- 2016 Internacional vence o Juventude na final do Campeonato Gaúcho
- 2021 Internacional elimina o Juventude na semifinal do Campeonato Gaúcho
- 2024 Juventude elimina o Internacional na semifinal do Campeonato Gaúcho
- 2024 Juventude elimina o Internacional na terceira fase da Copa do Brasil